# Cytokinová bouře
Cytokinová bouře, také nazývána jako hypercytokinemie, je fyziologická reakce, při které dochází k nekontrolovatelnému uvolňování prozánětlivých cytokinů. Za normálních podmínek jsou cytokiny důležitou součástí přirozené imunity a uplatňují se jako signální a regulační molekuly. Nadměrné množství cirkulujících cytokinů v oběhu však může vést k orgánovému selhání a smrti.

## Příčina a klinické projevy
Počátek a trvání cytokinové bouře se liší v závislosti na příčině. Hypercytokinemie se může objevit v důsledku infekce, autoimunitního stavu, monogenních poruch, ale také po léčbě některými typy imunoterapie. K hlavním infekčním agens, které mohou spouštět cytokinovou bouři, patří zejména viry způsobující respirační onemocnění (H5N1 influenza, SARS-CoV-1, SARS-CoV-2). Mezi další původce se pak řadí cytomegalovirus, EB virus (Epstein-Barr virus) a streptokok skupiny A. Neinfekčními podněty mohou být pankreatitida, roztroušená skleróza nebo reakce imunitního systému vůči hostitelskému štěpu.
Hlavní roli v patogenezi má prozánětlivý cytokin IL-6 potřebný pro zahájení imunitní odpovědi vůči infekci. V případě velkého množství potenciálně škodlivého antigenu v organismu imunitní systém spustí nadprodukci IL-6, společně s nadprodukcí dalších cytokinů již není možné správně regulovat imunitní mechanismy a dochází k cytokinové bouři.
Klinické projevy se vyznačují horečnatými stavy, únavou, bolestí hlavy, nevolností, průjmem, zánětem (souvisejícím se zarudnutím, otokem a horečkou), případně vyrážkou. Tyto příznaky mohou být způsobeny přímo vyvolanými cytokiny, reakcí proteinů akutní fáze, nebo mohou být důsledkem hyperaktivace imunitních buněk. V závažných případech dochází k poškození plic, akutnímu poškození jater a selhání ledvin.

## Diagnostika
Diagnostika cytokinové bouře někdy může být obtížná, protože laboratorní nálezy jsou proměnlivé a ovlivněné příčinou. K základnímu vyšetření patří měření hodnot zánětlivých biomarkerů akutní fáze, zejména pak CRP (C-reaktivní protein) a ferritinu, které obvykle korelují s aktivitou nemoci. U cytokinové bouře jsou hladiny zvýšené. Dále se měří sérové hladiny prozánětlivých cytokinů (IL-6), které také vykazují zvýšené hodnoty. V neposlední řadě mohou na hypercytokinemii poukazovat abnormality v rámci krevního obrazu, jako jsou leukocytóza, leukopenie nebo anémie. U zemřelých osob bylo jedním z významných prediktorů zvýšení sérového feritinu a IL-6.

## Covid-19
Mnoho pacientů trpící hypercytokinemií má respirační projevy, včetně kašle a tachypnoe, které mohou postupovat na syndrom akutní dechové tísně (ARDS). Ukázalo se, že ARDS je příčinou úmrtí u 70 % úmrtí na onemocnění covid-19. Těžké příznaky syndromu akutní respirační tísně (ARDS) s vysokou úmrtností u pacientů s covidem-19 jsou způsobeny cytokinovou bouří. SARS-CoV-2 aktivuje přirozenou složku imunity a vede k uvolnění velkého množství cytokinů, včetně prozánětlivého IL-6, což může zvýšit vaskulární permeabilitu a způsobit migraci tekutin a krevních buněk do alveol i následné příznaky, jako jsou dušnost a respirační selhání. V analýze plazmatických hladin cytokinů u pacientů s těžkou formou covidu-19 byly hladiny mnoha cytokinů extrémně zvýšené, což svědčí o cytokinové bouři u těchto pacientů. Posmrtné vyšetření pacientů s covidem-19 navíc prokázalo velkou akumulaci imunitních buněk v plicních tkáních, včetně makrofágů a T-pomocných buněk. Pozdější analýza však podíl cytokinové bouře na úmrtích zpochybňuje a spíše šlo o bakteriální infekci z plicních ventilátorů.